# Jorquera
Jorquera er en by og kommune i det sydøstlige Spanien i provinsen Albacete. Den har et indbyggertal på 358 (2024) indbyggere.